# Bernhard Raschauer

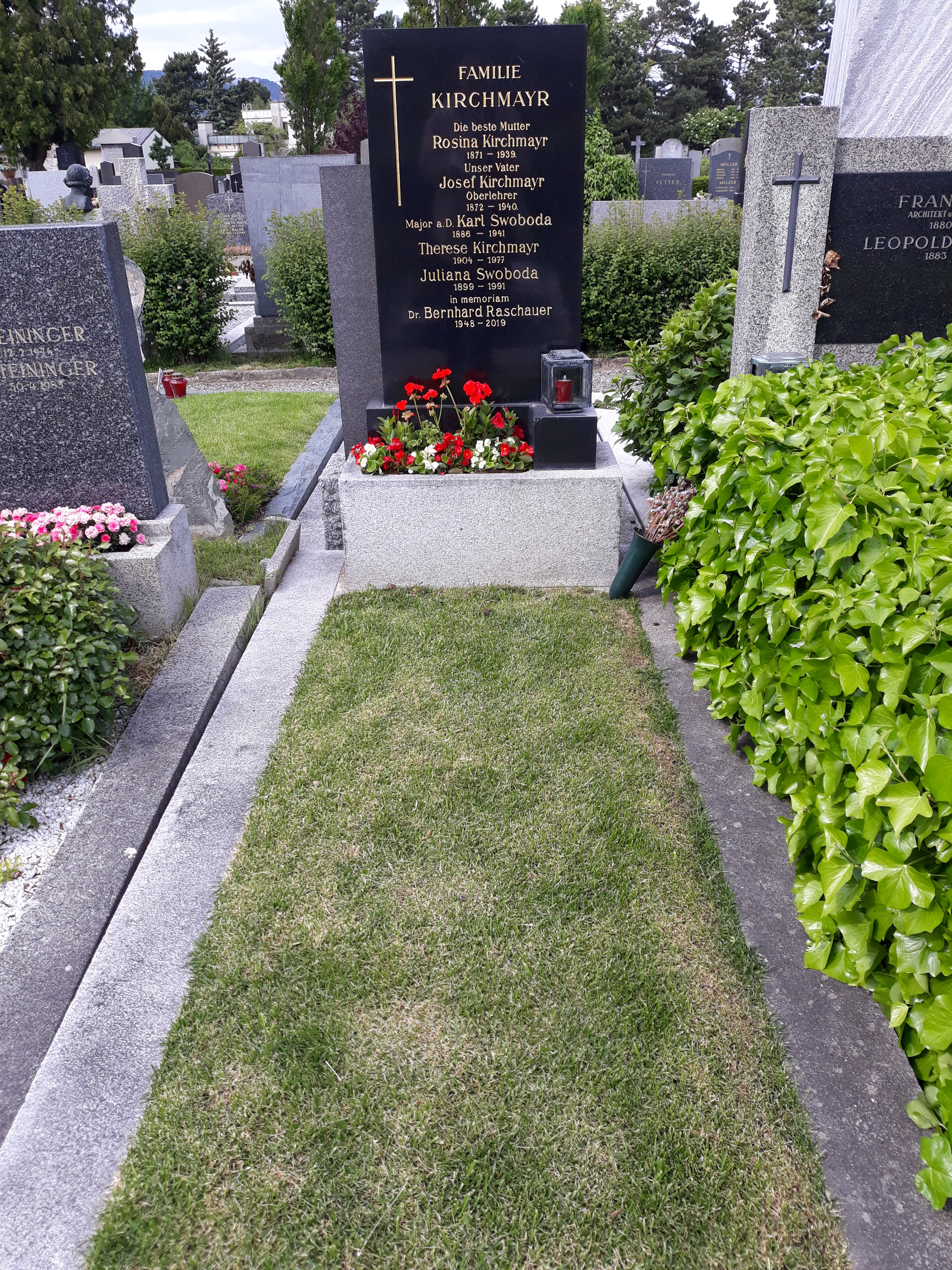
Grabstein mit Inschrift für Bernhard Raschauer auf dem Döblinger Friedhof in Wien

Bernhard Raschauer (* 19. April 1948 in Wien; † 3. September 2019 ebenda) war ein österreichischer Rechtswissenschaftler. 

## Leben
Bernhard Raschauer schloss 1970 eine Ausbildung zum Akademischen Übersetzer für Englisch ab. Dem Studium der Rechtswissenschaften an der Universität Wien folgte 1971 seine Promotion zum Dr. iur. Er habilitierte sich zum Dozenten für Verfassungsrecht, Verwaltungsrecht und ausländisches öffentliches Recht an der Wiener Rechtswissenschaftlichen Fakultät. Seit 1982 war er außerordentlicher, seit 1989 ordentlicher Universitätsprofessor.
Er war Mitglied des Max-Planck-Instituts für Völkerrecht in Heidelberg. Von 1985 bis 1991 war er Umweltanwalt des Landes Niederösterreich, seit 1989 Leiter der Abteilung für öffentliches Wirtschaftsrecht. Er war außerdem Mitglied des Österreich-Konvents (2003–2005)
Zu seinem 60. Geburtstag 2008 wurde ihm die Festschrift „Über Struktur und Vielfalt im Öffentlichen Recht.“ gewidmet. Zu seinem 65. Geburtstag wurde ebenfalls eine Festschrift herausgegeben, die im Rahmen eines Festaktes im Bundesministerium für Inneres am 25. April 2013 überreicht wurde.
Im Streit um das kleine Glücksspiel in Wien übernahm er zusammen mit Theodor Öhlinger den rechtlichen Beistand von Novomatic, einem Glücksspielkonzern, der sich gegen das Verbot von Spielautomaten wehrt.
Er war der Vater des österreichischen Juristen Nicolas Raschauer. Seit 1968 war er Mitglied der katholischen Studentenverbindung KaV Norica Wien im ÖCV.

## Ehrungen und Auszeichnungen
- 2013: Großes Silbernes Ehrenzeichen für Verdienste um die Republik Österreich

## Publikationen (Auswahl)
- Bernhard Raschauer: Allgemeines Verwaltungsrecht. 6. Auflage. Verlag Österreich, Wien 2021, ISBN 978-3-7046-8833-0.
- Bernhard Raschauer, Daniel Ennöckl, Nicolas Raschauer: Grundriss des österreichischen Wirtschaftsrechts. 4. Auflage. Manz, Wien 2021, ISBN 978-3-214-10934-9.